# Auxiliaire de puériculture
Pour les articles homonymes, voir AXP.
 (décembre 2012).
Dans le domaine paramédical, la profession d’auxiliaire de puériculture (AP) comprend des activités de soins aux nouveau-nés, à de jeunes enfants et adolescents jusqu'à 18 ans et d’accompagnement durant leur apprentissage.
C'est une profession de la santé et du social, de statut d'aide soignant.
La fonction inclut la prise en charge des enfants bien portants, malades ou handicapés, au sein d'une équipe pluridisciplinaire, dans de multiples structures d'accueil ou de soins :
- milieu hospitalier : maternité, pédiatrie, urgence pédiatrique, cancérologie, néonatalogie ;
- structures d'accueil d'enfants de moins de 6 ans : crèche, multi-accueil, halte-garderie, protection maternelle et infantile, foyer mères/enfants, pouponnière ;
- autres : institut médico-éducatif par exemple.

La formation au métier fournit les compétences pour détecter les troubles psychologiques ou une maladie infantile. Elle fournit les aptitudes pour intervenir en cas de malaise ou autres accidents de vie. Elle comprend une attestation de formation aux gestes et soins d'urgence.
La profession est largement féminine. 98 % d’auxiliaires de puériculture sont de sexe féminin en France.

## Activités
En mode d'accueil, l'auxiliaire de puériculture travaille sous la responsabilité du personnel infirmier en puériculture ou d’éducation des jeunes enfants. Selon les structures, l’auxiliaire de puériculture peut travailler sept jours sur sept et vingt-quatre heures sur vingt-quatre (dans la limite de trente-cinq heures par semaine en France), en horaires décalés, de nuit (milieu hospitalier, pouponnière, centre maternel) ou en horaires de jour (crèche, halte-garderie, multi-accueil, PMI…).
En halte-garderie, en multi-accueil ou en crèche collective, l'auxiliaire de puériculture s’occupe d'un groupe d'enfants, âgés de deux mois et demi à trois ou quatre ans. Il s’agit de veiller au sommeil, à l'hygiène corporelle et environnementale, à l'équilibre des repas ; d’enseigner l’autonomie aux enfants (repas, marche, propreté) ; de faire appliquer le protocole HACCP pour la biberonnerie pour les plus petits ; de conseiller les parents lors du passage du lacté au solide ; d'accompagner les bébés dans leurs découvertes corporelles ; de valoriser les sens ; d'organiser les activités d'éveil ; de veiller aux mesures biométriques ; d'appliquer les protocoles en cas d'accidents ou d'enfants malades avec l'aide du personnel infirmier.
En maternité, l'auxiliaire de puériculture aide la sage-femme lors de la mise au monde du bébé si elle travaille en salle d’accouchement. Dans le service « suites de couches », l'AP accompagne les jeunes parents dans leur nouveau rôle et participe au bain des nouveau-nés et à leur alimentation (biberon, mise au sein).
En pédiatrie, l’AP veille à l’hygiène et au confort de l’enfant (toilette/douche, prise de température, distribution des repas, travail en collaboration avec l’infirmière ou la puéricultrice lors des soins infirmiers (prise de sang, perfusion…), rassure l’enfant et son entourage, participe à des activités d’éveil.
En PMI (Protection Maternelle et Infantile), l'auxiliaire de puériculture assure le suivi des consultations avec le médecin/pédiatre, pèse et mesure l’enfant, met à jour les dossiers administratifs.
En IME (Institut Médico Éducatif) et en IEM (Institut d'Éducation Motrice), l'AP intervient auprès d’enfants en situation de handicap physique ou mental, veille à leur bien-être, leur hygiène, leur confort, participe aux repas et aux activités d’éveil.
En centre maternel, l’auxiliaire de puériculture travaille auprès de familles monoparentales en difficulté, voire sous mesure de justice.
En pouponnière, l'auxiliaire de puériculture intervient, d'une part auprès d’enfants placés, soit sur décision de justice afin de les protéger de leur environnement, soit sur demande de parents en grandes difficultés passagères ; d'autre part auprès des enfants nés sous X en attendant le processus d'adoption ; et enfin, parfois auprès d'enfants handicapés en nombre restreint.
Son rôle est alors de veiller à la sécurité de l’enfant, à son bien-être et son confort. L'auxiliaire de puériculture participe à toutes les tâches de la vie quotidienne de l’enfant, de son lever à son coucher, avec un relationnel privilégié (histoires, comptines, motricité, et nursing) ; un relais peut être effectué pour les animations par un éducateur ou une éducatrice de jeunes enfants.

### Compétences
Les compétences de l'auxiliaire de puériculture sont multiples et permettent aux professionnels d'analyser rapidement une situation.
Dans le domaine médical, elles regroupent les techniques de manipulation de patients, les techniques des toilettes au lit, les retournements de patient (seul ou à deux), l'utilisation de matériels, la connaissance d'éléments de bases en obstétrique et les protocoles de soins pré- et post-opératoires.
Toutes les pathologies de l'enfant (donc de tous les organes et vaisseaux) sont abordées dans sa formation, y compris les pathologies intra-utérines (par exemple transpositions des gros vaisseaux, anomalies chromosomiques, retard de croissance intra-utérin), ainsi les signes de diagnostic, les traitements (médicamenteux ou chirurgicaux), les conduites à tenir, les maladies infantiles (éruptives ou non) et le calendrier vaccinal. L'auxiliaire de puériculture est également capable de préparer une salle d'accouchement, le matériel d'accueil et d'examen de l'enfant et d'assurer la lutte contre les maladies nosocomiales par le respect d'une hygiène stricte et la mise en place d'asepsie.
Dans d'autres domaines, l'observation doit être constante, d'autres compétences étant nécessaires comme en psychomotricité. En particulier, en diététique, il faut une connaissance des paliers alimentaires, des allergies, des régimes, des régurgitations (reflux gastro-œsophagien), des diarrhées et des constipations.
Sont abordés également dans sa formation le domaine morphologique et staturo-pondéral de l'enfant, le comportement, la psychologie et la psychiatrie. Dans ce domaine particulier, des études de cas sont menées sur les terrains de stages, avec analyses et solutions possibles.

## Formation

### En France

#### Le concours
Seuls les titulaires du diplôme d'État d'auxiliaire de puériculture peuvent exercer ce métier. Pour l’obtenir, il faut suivre une formation dans une école agréée sous tutelle du Ministère de la Santé et contrôlée par la DRJSCS.
L'entrée en école d'auxiliaire de puériculture est soumise depuis avril 2020 à une sélection sur dossier. Les candidats doivent récupérer auprès de chaque école un dossier de candidature à compléter et à rendre dans les délais imposés par les instituts de formation. Il est étudié par un jury. À la suite de quoi, si leur dossier est retenu, ils doivent passer un oral de type entretiens avec ce même jury pour finaliser ou non leur acceptation en formation.

#### Le dossier
Il est composé de :
- Une lettre de motivation manuscrite
- Un curriculum vitæ
- Un document manuscrit relatant au choix du candidat:

1. soit une situation personnelle ou professionnelle vécue
2. soit son projet professionnel en lien avec les attendus de la formation

- En plus, selon les situations et les écoles (se référer au dossier de candidature des différentes écoles) :

1. Selon la situation du candidat, la copie des originaux de ses diplômes ou titres traduits en français ;
2. Le cas échéant, la copie de ses relevés de résultats et appréciations ou bulletins scolaires ;
3. Selon la situation du candidat, les attestations de travail, accompagnées éventuellement des appréciations et/ou recommandations de l’employeur (ou des employeurs) ;
4. Pour les ressortissants hors Union européenne, une attestation du niveau de langue française requis C1 et un titre de séjour valide pour toute la période de la formation.
5. Tout autre justificatif valorisant un engagement ou une expérience personnelle (associative, sportive… ) en lien avec la profession d’auxiliaire de puériculture

#### Formation
La formation dure 41 semaines. 17 semaines sont consacrées à des cours théoriques (divisés en 8 modules) et 24 semaines sont des stages (soit 6 stages de 4 semaines).
- Les Modules :

1. L’accompagnement d’un enfant dans les activités d’éveil et de la vie quotidienne (5 semaines)
2. L'état clinique d'une personne à tout âge de la vie (2 semaines)
3. Les soins à l’enfant (4 semaines)
4. Ergonomie (1 semaine)
5. Relation communication (2 semaines)
6. Hygiène des locaux (1 semaine)
7. Transmission des informations (1 semaine)
8. Organisation du travail (1 semaine)

Ainsi qu'une semaine de Formation aux gestes et soins d'urgence(AFGSU niveau 2)
- Les Stages :

1. 2 stages en structure d’accueil d’enfant sain de moins de 6ans : crèche, halte-garderie, multi-accueil
2. 1 stage en pédiatrie : néonatologie, pédiatrie, oncologie, urgence pédiatrique, chirurgie infantile, radiologie.
3. 1 stage en maternité
4. 1 stage en structure d’enfants en situation de handicap physique (Institut Médico-Educatif, Institut d'Éducation Motrice…) ou social (centre maternel, pouponnière)
5. Le choix de la structure où se déroule le dernier stage est soit libre (choisi par l’élève en fonction de son projet professionnel), soit imposé par l'école.

### En Belgique
En Belgique, on ne parle pas d'auxiliaire de puériculture mais de puéricultrice.

La Pédiatrique en Belgique est équivalent à la Puéricultrice en France (Infirmière spécialisée). Ce n'est donc pas le même niveau scolaire.

### Au Québec
La formation, puis la profession de puéricultrice ou de garde-bébé, est graduellement abolie dans la province à compter de la décennie 1960,. Les puéricultrices ont été particulièrement présentes à partir de la fin des années 1920 jusqu'aux années 1980. Elles sont apparues dans un contexte où il y avait un très haut taux de mortalité infantile au Québec comparativement à ailleurs au Canada. Elles ont disparu progressivement à partir des années soixante-dix avec la transformation du système de santé et avec une plus grande prise en charge des soins périnataux par le corps médical,. En milieu hospitalier, elle est principalement remplacée par une infirmière, détentrice d'un diplôme d'études collégiales (DÉC) en soins infirmiers (3 ans d'études post-secondaires).
Dans les services de garde, une éducatrice à la petite enfance assume généralement ces fonctions.